# 西八里站
西八里站（Xibali Railway Station）是京包铁路（原京张铁路）上的一个小火车站，位于河北省张家口市怀来县西八里乡境内。